# Лежанська Людмила Ярославівна
Людмила Ярославівна Лежанська (11 березня 1947, с. Вербичне, Турійський район, Волинська область — 9 вересня 1981, Луцьк) — українська поетеса, член Спілки письменників України (з 1980 року).
Через хворобу з дитинства була прикута до інвалідного візка, середню освіту здобула заочно. Творчий шлях Лежанська розпочала віршами у 12 років, а її перші поетичні твори друкувалися в журналах, альманахах і збірниках. Основні мотиви її поезій — щирість, любов до рідного краю, краса природи й віра в доброту. За життя видала дві збірки — «Поезії» (1980) і «Стежечка» (1981). Після смерті поетеси вийшли ще дві збірки: «Мій доброокий світ» (1986) та «Чому став синій льон» (1990). Особистий фонд Людмили Лежанської зберігається у Волинському краєзнавчому музеї.